# Swartzia oriximinaensis
Swartzia oriximinaensis là một loài thực vật có hoa trong họ Đậu. Loài này được Cowan miêu tả khoa học đầu tiên.